# Pharos (Schiff)
Die Pharos ist ein Mehrzweckschiff des Northern Lighthouse Board. Das Präfix des Schiffsnamens ist NLV und steht für Northern Lighthouse Vessel.

## Pharos (I–IX)
Der Name Pharos stammt vom Leuchtturm von Alexandria und er ist ein Traditionsname für Schiffe der schottischen Leuchtfeuerbehörde. Die erste Pharos war eine hölzerne Sloop und von 1799 bis 1810 im Dienst. Es folgten Tonnenleger, Leuchtturmtender und ein Feuerschiff mit diesem Namen.

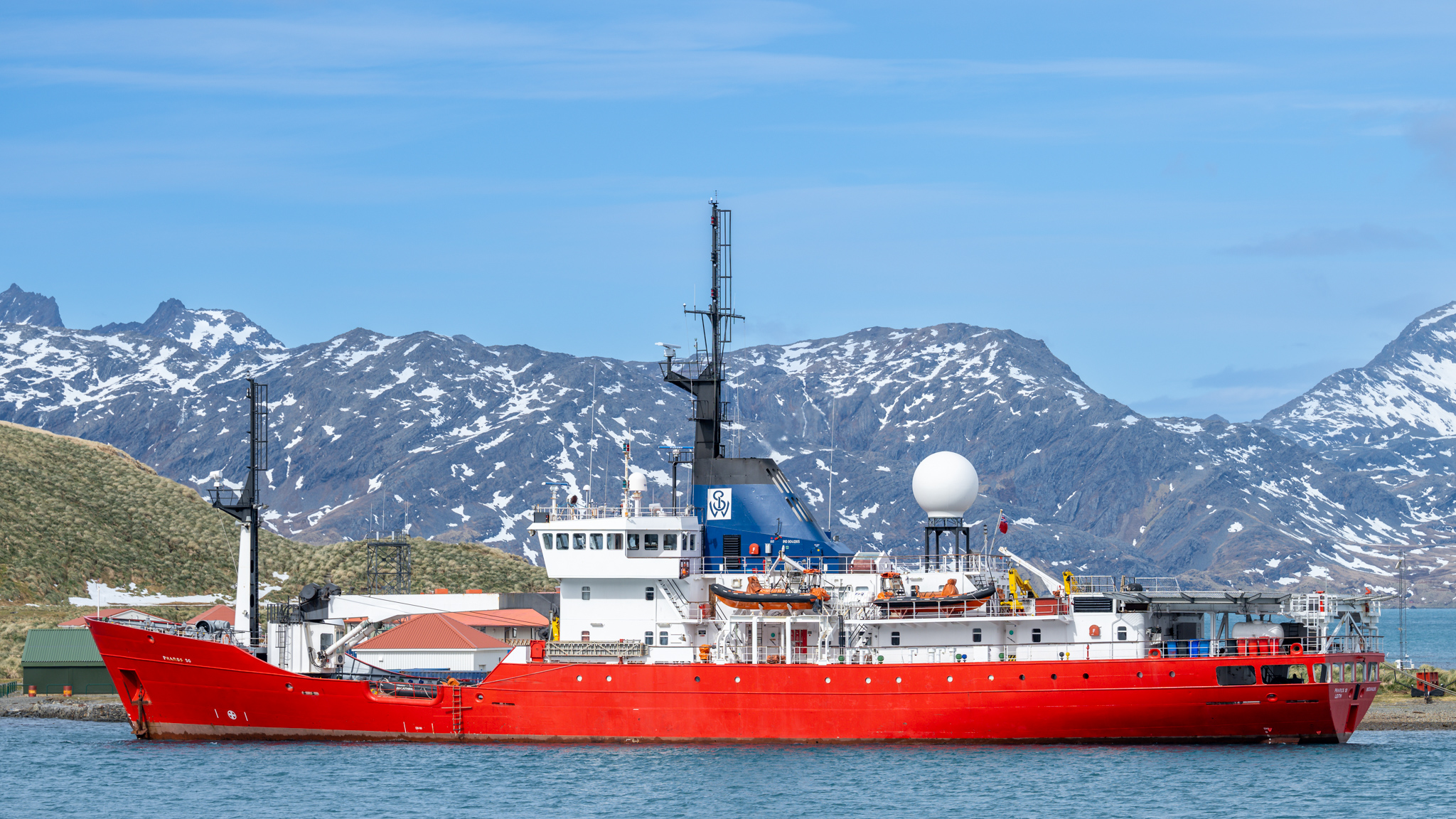
Pharos SG 2024 in Grytviken

Die neunte Pharos wurde 1999 in Dienst gestellt und am 8. September 2006 an Byron Marine Limited auf den Falklandinseln verkauft. Sie ist als Pharos SG (IMO-Nr. 9041265) und Fischereischutzschiff nach Südgeorgien und die Südlichen Sandwichinseln verchartert.

## Pharos (X)
Die zehnte Pharos für das Northern Lighthouse Board wurde auf der Remontowa-Werft in Danzig gebaut und im März 2007 in Dienst gestellt. Sie ist das Schwesterschiff der THV Galatea. Die Pharos hat einen dieselelektrischen Antrieb, bestehend aus fünf Wärtsilä–Dieselgeneratoren (3 × 1440 kW, 2 × 720 kW), zwei Rolls-Royce–Propellergondeln mit jeweils 1500 kW und zwei Querstrahlsteueranlagen mit jeweils 750 kW.
Ein großes Arbeitsdeck mit einem Schiffskran, ein Hubschrauberlandeplatz auf dem Vorschiff, Stellplätze für Standardcontainer, zusätzliche Unterkünfte für zwölf Personen und die dynamische Positionierung machen das Schiff universell einsetzbar, zum Beispiel als Tonnenleger, Leuchtturmtender oder Vermessungsschiff.